# Piniphantes plumatus
Piniphantes plumatus är en spindelart som först beskrevs av Andrei V. Tanasevitch 1986.  Piniphantes plumatus ingår i släktet Piniphantes och familjen täckvävarspindlar. Inga underarter finns listade i Catalogue of Life.